# Dragspelsrock
Dragspelsrock er et opsamlingsalbum fra den svenske musiker og komponist Eddie Meduza fra 2005. Det meste af albummet indeholder sange, der ikke kom ud, mens Errol Norstedt levede. Temaet for albummet er primært harmonikamusik (Dragspelsrock er Harmonikarock på dansk).

## Spor
| #   | Titel                              | Længde |
| --- | ---------------------------------- | ------ |
| 1.  | "Ge Mig En Pris Snus"              | 03:34  |
| 2.  | "Den Runkande Spårvagnschauffören" | 03:38  |
| 3.  | "Vi E' Världens Bästa Orkester"    | 03:58  |
| 4.  | "Här Kommer En Svensk Sjöman"      | 03:41  |
| 5.  | "Gamla Glada Fyrtiotal"            | 03:08  |
| 6.  | "Dunder Å Snus (live)"             | 03:36  |
| 7.  | "En Gammeldags Auktion"            | 03:28  |
| 8.  | "Masen"                            | 02:51  |
| 9.  | "Svennes Lilla Hus"                | 03:34  |
| 10. | "En Tango Med Dig"                 | 04:08  |
| 11. | "Har Ni Sett Herr Knut?"           | 03:24  |
| 12. | "Ronnebyån"                        | 04:27  |
| 13. | "Åskefällalund"                    | 03:02  |
| 14. | "Ingen Plockar En Maskros"         | 03:06  |
| 15. | "Everts Schottis"                  | 03:11  |
| 16. | "Tillbaks Till Hawaii"             | 02:46  |
| 17. | "Evert"                            | 03:28  |

### Sangtitler på dansk
- Ge Mig En Pris Snus - Giv Mig En Pris Snus.
- Den Runkande Spårvagnschauffören - Den Onanerende Sporvognschauffør.
- Vi Är Världens Bästa Orkester - Vi Er Verdens Bedste Orkester.
- Här Kommer En Svensk Sjöman - Her Kommer En Svensk Sømand.
- Gamla Glada Fyrtiotal - Gamle Glade 40'erne.
- Har Ni Sett Herr Knut? Har I Set Hr. Knut?
- Ingen Plockar En Maskros - Ingen Plukker En Mælkebøtte.
- Tillbaks Till Hawaii - Tilbage Til Hawaii.